# Arado E.381

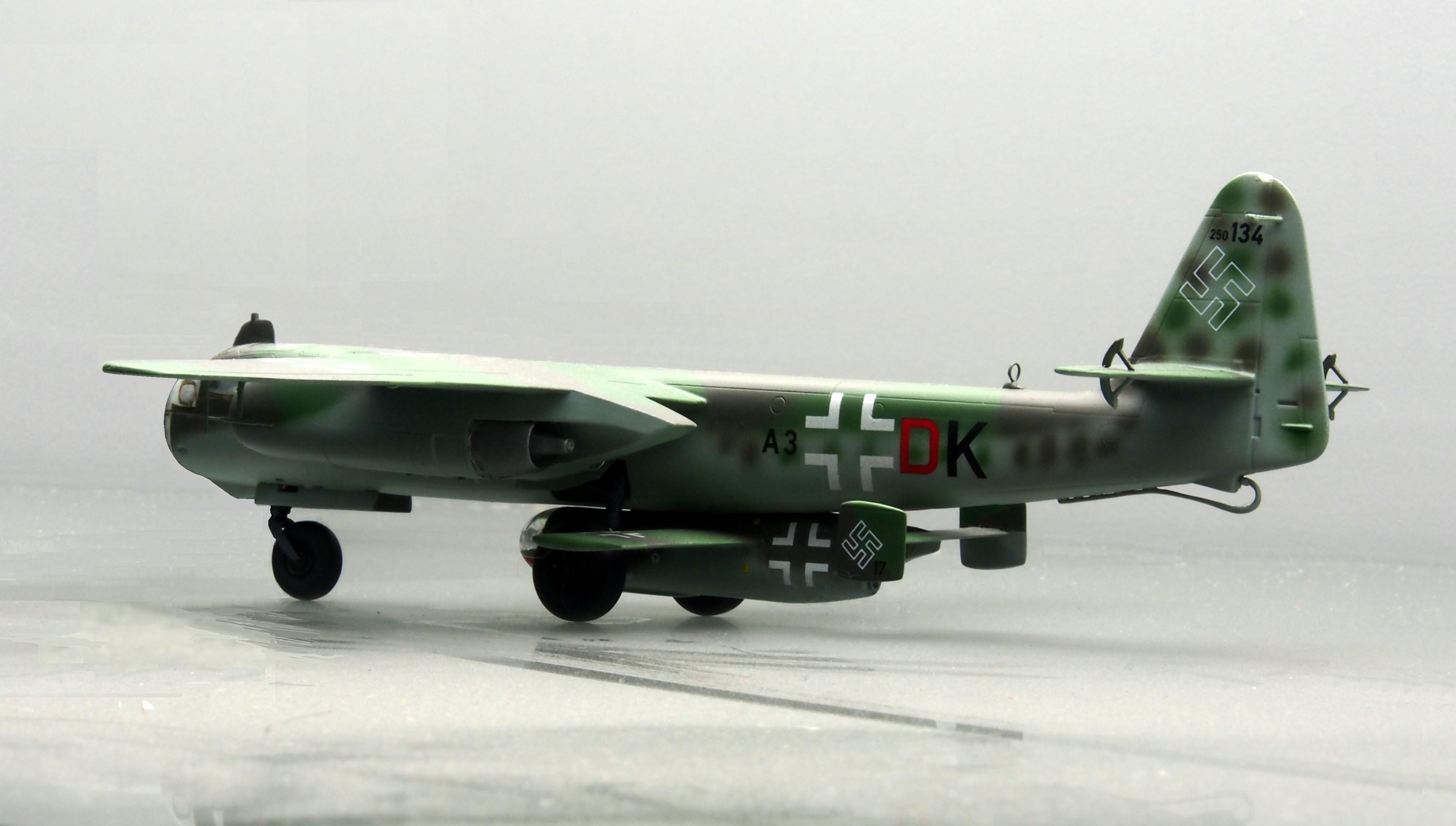
Модель Arado Ar 234 V21 з Arado E.381. Технічний музей Шпеєра

Arado E.381 (Малий винищувач нім. Kleinstjäger)) — проєкт паразитного винищувача компанії «Arado Flugzeugwerke» завершального етапу Другої світової війни. Було запропоновано 3 модифікації винищувача.

## Історія
Розробка проєкту розпочалась у грудні 1944, але він не отримав підтримки Люфтваффе, міністерства авіації і відповідно коштів. Винищувач повинен був транспортуватись авіаматкою — реактивним бомбардувальником Arado Ar 234 Blitz. Після від'єднання у E.381 включався ракетний двигун і він міг атакувати ворожі бомбардувальники. Усі запропоновані модифікації передбачали проведення 2 атак. Після закінчення палива пілот у режимі планерування саджав літак за допомогою лижі. Для зменшення можливості ураження з бомбардувальників і винищувачів супроводу E.381 отримав мінімальні розміри, зокрема діаметр фюзеляжу становив 0,45 м². Пілот лежав долілиць зокрема для кращого витримування перевантажень. Знизу він був захищений 5-мм панцирною плитою, згори 20-мм. Товщина ліхтаря кабіни 140 мм.

## Джерела

Arado E.381. Переріз-схема. Англ.

## Технічні параметри Arado E.381 по модифікаціях I, II, III

Схема Arado E.381

| Параметр      | Значення                             |
| ------------- | ------------------------------------ |
| Виробник      | Arado Flugzeugwerke GmbH             |
| Довжина       | 4,69 м • 4,95 м • 5,70 м             |
| Розмах крил   | 4,43 м • 5,0 м • 5,05 м              |
| Розмах крил   | 5,0 м² • 5,0 м² • 5,5 м²             |
| Висота        | 1,29 м • 1,15 м • 1,51 м             |
| Стартова маса | 1200 кг • 1265 кг • 1500 кг          |
| Привід        | 1 × Walter HWK 109-509/B             |
| Швидкість     | 900 км/год • 885 км/год • 895 км/год |
| Озброєння     | 1 × 30-мм гармата MK 108 (45 набоїв) |